# Parastrangalis ascita
Parastrangalis ascita là một loài bọ cánh cứng trong họ Cerambycidae.